# Hemiceras nigrigutta
Hemiceras nigrigutta är en fjärilsart som beskrevs av William Schaus 1901. Hemiceras nigrigutta ingår i släktet Hemiceras och familjen tandspinnare. Inga underarter finns listade i Catalogue of Life.